# Hapalopsittaca
Hapalopsittaca är ett fågelsläkte i familjen västpapegojor inom ordningen papegojfåglar med fyra arter som förekommer i Sydamerika.
- Svartvingad papegoja (H. melanotis)
- Rostmaskpapegoja (H. amazonina)
- Indigovingad papegoja (H. fuertesi)
- Rödmaskpapegoja (H. pyrrhops)